# El príncep captaire
El príncep captaire és un conte de Hans Christian Andersen publicat en 1841. La història ha donat peu a òperes (una d'elles de Nino Rota) i ballets.

## Argument
Un príncep volia casar-se amb una princesa i li va oferir com a regals una rosa i un rossinyol, els més bells que han existit. Però ella els va rebutjar perquè eren massa senzills: eren naturals i no creats per l'home i no costaven diners. El príncep llavors es va disfressar de captaire i va demanar feina com a cuidador dels porcs reials. Va crear un invent meravellós, una capsa que deixava anar la millor música i la princesa la va voler de seguida. Ell va dir que només la hi donaria a canvi de deu petons i ella va demanar a les seves dames de companyia que els cobrissin mentre els hi donava. Posteriorment la va anar enganyant amb invents més increïbles, fins que va demanar cent petons per l'última idea. Com altres vegades, les dames de companyia els tapaven mentre ella pagava el seu deute.
Però el rei es va estranyar de veure-les quietes tanta estona i va anar a veure què passava. En descobrir que la seva filla venia els seus petons, la va fer fora de palau. Ella va començar a plorar dient que si hagués acceptat el seu pretendent ara no estaria allà sola. Aleshores el captaire va treure's la disfressa mostrant qui era de debò i se'n va tornar al seu regne.

## Anàlisi
Aquest conte no té el final feliç de matrimoni típic dels contes de fades, perquè vol transmetre un clar missatge moral. La princesa és castigada per un doble motiu: no valora les coses senzilles ni la bellesa i és capaç de vendre el seu amor. Per això acaba sola i sense riqueses.
L'ambientació, en canvi, sí que és pròpia d'aquestes històries: es tracta del matrimoni de prínceps, l'enginy fa victoriós l'humil i hi ha una estructura paral·lelística (les vegades que ella accedeix a donar petons a canvi de regals o els dos presents del principi) que afavoreix el seu record oral. Els símbols (la disfressa, la rosa i el rossinyol) són també prototípics.
La història sembla inspirada en un conte del Pentameró de Giambattista Basile, on un príncep es disfressa de jardiner per donar una lliçó a una princesa orgullosa. Les dames de companyia actuen com un cor grec.